# À l'air libre
À l'air libre est une émission quotidienne de radio diffusée sur Europe 1 de septembre 2005 à juin 2008 entre 18 h 0 et 20 h 0 du lundi au vendredi.
En août 2008, Marie Drucker et Patrick Cohen reprennent la tranche d'information 18h-20h sur Europe 1.

## Concept
Après le journal de 18 heures, l’émission donne la parole aux auditeurs de la station qui réagissent, par téléphone, SMS, ou courriels à l’actualité du jour et interpellent les invités présents en plateau.

## Présentateurs
- De septembre 2005 à juin 2006 : Pierre-Louis Basse (régulièrement remplacé par Mathieu Delahousse)
- De septembre 2006 à juillet 2007 : Pierre-Marie Christin
- En août 2007 : Pierre Thivolet
- De septembre 2007 à juin 2008 : Guillaume Durand